# Екологія екосистем
Еколо́гія екосисте́м, синеколо́гія, біогеоценоло́гія — розділ екології, який досліджує  екосистеми (насамперед ценоекосистеми, або біогеоценози) як дуже складні об'єднання  популяцій рослин, тварин і мікроорганізмів і  біоценотичних середовищ, що утворилися під їх впливом, їх трофічні відносини, складні підсистеми (консорції) і блоки (автотрофні, біотрофні, сапротрофні), а також потоки речовин і енергії, що встановилися, їх авторегуляцію і біотоценогенез, а також раціональне використання та охорону.